# Harry Melling
Harry Edward Melling (født 13. marts 1989 i London, England) er en engelsk skuespiller. Han har haft rollen som «Dudley Dursley» i Harry Potter-filmene. 

## Tidlige liv
Melling gik på Hendon School og derefter på Mill Hill School. Han var medlem af National Youth Theatre. Han er uddannet på London Academy of Music and Dramatic Art og medvirkede i produktioner som The Provokeret Wife , Kong John, Antigone, Plenty and Sisterhood.

## Filmografi

### Film
| År   | Titel                                   | Rolle          |
| ---- | --------------------------------------- | -------------- |
| 2001 | Harry Potter og De vises sten           | Dudley Dursley |
| 2002 | Harry Potter og Hemmelighedernes Kammer | Dudley Dursley |
| 2004 | Harry Potter og Fangen fra Azkaban      | Dudley Dursley |
| 2007 | Harry Potter og Føniksordenen           | Dudley Dursley |
| 2010 | Harry Potter og Dødsregalierne - del 1  | Dudley Dursley |

### TV
| År   | Titel                  | Rolle          | Noter                                        |
| ---- | ---------------------- | -------------- | -------------------------------------------- |
| 2005 | Friends and Crocodiles | Unge Oliver    |                                              |
| 2010 | Merlin                 | Gilli          | Sæson 3, Episode 11: "The Sorcerer's Shadow" |
| 2010 | Just William           | Robert         |                                              |
| 2011 | Garrow's Law           | George Pinnock | Sæson 3                                      |
| 2020 | The Queen’s Gambit     | Harry Beltik   | Sæson 1                                      |